# Кулиев, Кулам Кулиевич
Кулам Кулиевич Кулиев (азерб. Qulam Qulu oğlu Quliyev; 1903, Иолотань, Закаспийская область — 1986) — советский и туркменский партийный и государственный деятель; подполковник.
Был народным комиссаром пищевой промышленности и министром мясо-молочной промышленности Туркменской ССР, начальником политотдела военкомата Туркменской ССР (1945) и депутатом Верховного Совета Туркменской ССР I созыва.

## Биография
Родился в 1903 году в городе Иолотань Закаспийской области Российской империи в семье Алла-Кули и Зулейхи Кулиевых. По национальности — азербайджанец, хотя его родной брат генерал Якуб Кулиев, в наградных листах указывался как «лезгин». По словам же внука сестры Кулама Кулиева Бадсабах Габиба Аббасова, и отец и мать Кулиева были азербайджанцами.
Спасаясь от ужасов армяно-тюркской резни, а также в поисках лучшей жизни, родители Кулиева летом 1900 года переехали в Закаспийскую область из города Шуша Елизаветпольской губернии, где родился старший брат Кулама Якуб Кулиев. Сначала семья поселилась в городе Мерв, а позже переехала в Иолотань, где и родился Кулам. К моменту поступления в школу, Кулам и его брат Якуб говорили по-туркменски и по-азербайджански, русский же знали плохо, из-за чего учиться поначалу братьям было трудно.
Вступив в 1918 году добровольцем в Красную Гвардию, он участвовал в установлении и упрочении советской власти в Туркменистане. С 1918 по 1919 год Кулиев принимал участие в боях Гражданской войны на Закаспийском фронте. В 1919 году стал членом Российской коммунистической партии (большевиков) [РКП(б)].
В 1924 году, в ходе национально-территориального размежевания в Средней Азии, из территорий Туркестанской автономии РСФСР, Бухарской и Хорезмской НСР была образована самостоятельная Туркменская ССР. В период с 1926 по 1936 год Кулиев работал в партийных и административных органах новой союзной республики. Окончил Высшую школу партийных организаторов при ЦК ВКП(б).

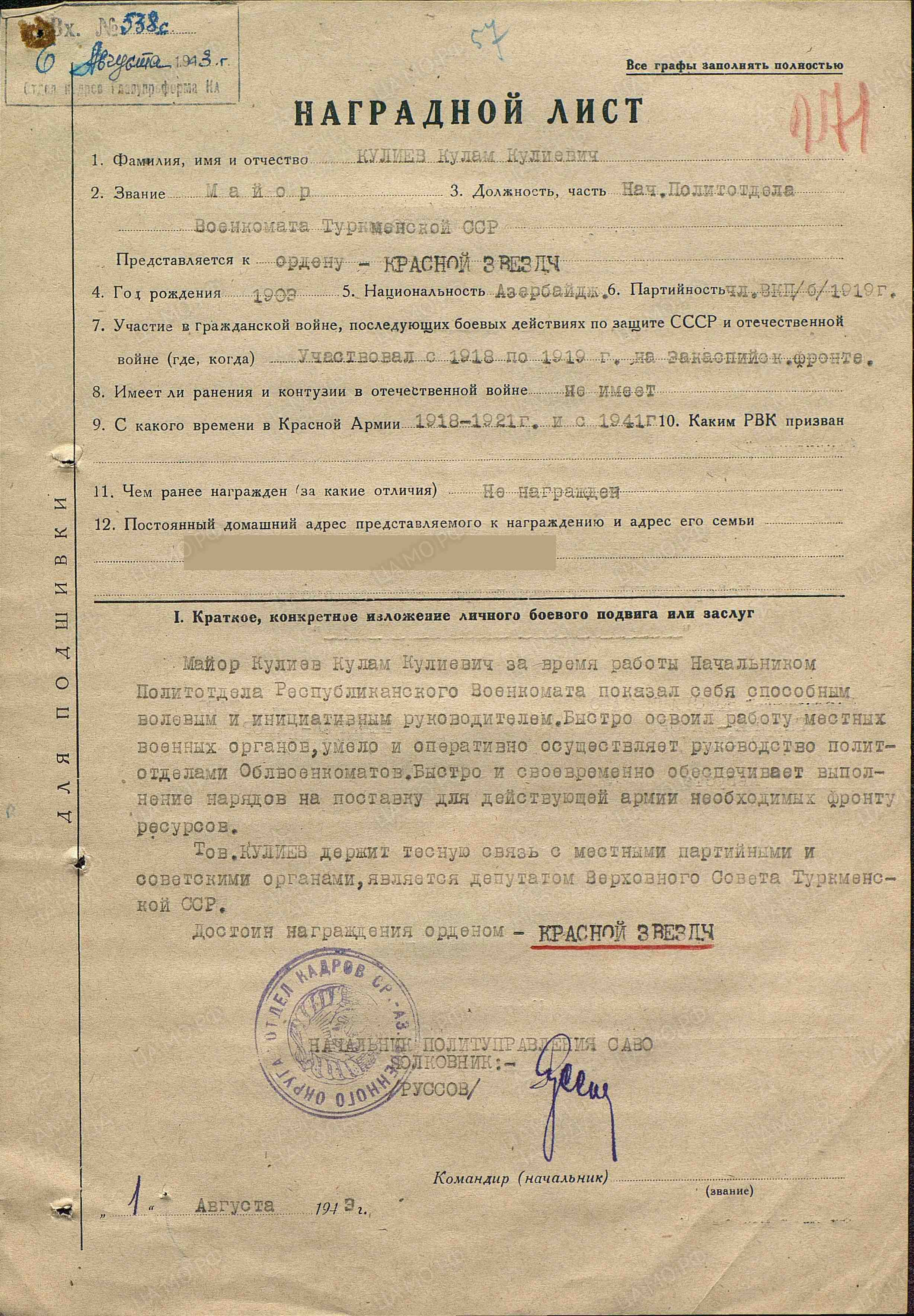
Наградной лист майора К. К. Кулиева к Ордену Красной Звезды

С 1937 по 1946 Кулам Кулиев занимал должность секретаря Марыйского районного комитета партии (райкома, РК), директором Ашхабадского винзавода, Народным комиссаром пищевой промышленности Туркменской ССР, а с 1941 года был военным комиссаром отдельной кавалерийской дивизии. Также был депутатом Верховного Совета Туркменской ССР (де-факто парламента).
Также Кулиев занимал должность заместителя начальника политотдела военкомата Туркменской ССР, начальника политотдела военкомата Туркменской ССР (1945), временно исполняющим должность военкома Туркменской ССР (август 1945). В 1945 году Кулиеву было присвоено звание подполковника.
В 1946 Кулам Кулиев был избран председателем Ашхабадского областного исполнительного комитета (исполкома). Позднее занял должность министра мясо-молочной промышленности Туркменской ССР и управляющего садвинтрестом.
В период с 1959 по 1967 Кулиев был старшим консультантом постоянного представительства Совета Министров Туркменской ССР при Совете Министров СССР и начальником московского отделения Туркменского главного управления снабжения материалами и оборудованием (Туркменглавснаба).
С 1967 года Кулиев был персональным пенсионером СССР.

## Награды
- Орден «Знак Почёта» (16.11.1942) — «за образцовое выполнение заданий Правительства по снабжению продуктами питания Красной Армии и Военно-Морского флота»[7]
- Орден Красной Звезды (12.11.1943) — «за образцовое выполнение заданий командования Красной Армии по мобилизации, формированию, укомплектованию и обучению частей и соединений»[2]
- Орден Красной Звезды (6.11.1945) — «за выслугу лет по Туркестанскому военному округу»[8]
- Орден Трудового Красного Знамени[6]
- Медаль «За победу над Германией в Великой Отечественной войне 1941—1945 гг.» (21.08.1945)[9]

## Семья
- Брат — Якуб Кулиев (1900—1942), советский кавалерийский военачальник, генерал-майор.
- Сестра — Бадисабах Кулиева (1909—?)[3].
- Дочь — Лилия Кулиева. Проживает в г. Ашхабад[10].
  - Внук — Александр Кулиев[10].
- Дочь — Людмила Кулиева. Проживает в г. Астрахань[10].
  - Внук — Алексей (род. 1962)[10].